# Hebella dyssymetra
Hebella dyssymetra är en nässeldjursart som beskrevs av Chantal Billard 1931. Hebella dyssymetra ingår i släktet Hebella och familjen Hebellidae. Inga underarter finns listade i Catalogue of Life.